# 조일잠정합동조관
조일맹약 또는 조일 잠정 합동조관(朝日暫定合同條款)은 청일전쟁이 한창이던 1894년 7월 22일 조선국과 일본 제국이 체결한 방수동맹조약이다. 
이 조약의 효력은 양국 전권대신의 조약 체결부터 청국과 강화조약이 체결되는 시점까지로 비정하였다. 일제는 청국과 톈진 조약 (1885년)에 의거해 군대를 파병하였으나 돌연 풍도앞바다에서 청국군함을 공격하고 성환의 청군을 타격함으로서 전쟁을 일으켰다. 하지만 당시 조선과 청과의 사대관계가 유지되고 있었고 일본이 청을 쳐야할 궁극적인 명분이 없었기 때문에 일본은 변리전권공사 이노우에 가오루로 하여금 군대를 동원하여 조선의 한성과 경복궁을 점령하고 친일내각을 세웠으며, 조선정부에 조일동맹을 강요하였다. 조약의 전권대표는 조선측에서는 외무대신 김윤식이, 일본측에서는 특명전권공사 오토리 게이스케가 서명하였다. 결국 조선은 일본과 동맹을 맺게 되어 공식적으로 청과의 관계가 단절되었으며, 암묵적인 선전포고를 하는 셈이었다.

## 동맹조약 조항
【대조선(大朝鮮)·대일본(大日本)】 〈양국동맹조약(兩國同盟條約)〉

【대조선국(大朝鮮國)·대일본국(大日本國)】 정부는 【조선력으로 개국(開國) 503년 6월 23일, 일본력으로 메이지(明治) 27년 7월 25일】 조선국 정부에서 청나라(淸) 군사를 철퇴시키려는 문제를 조선국 경성(京城)주재 일본국 특명전권공사(日本國特命全權公使)에게 위탁하여 대신 힘써 주도록 약속한 이래 두 나라 정부에서 청나라에 대한 공격과 방어에 서로 도와주는 입장에 서게 되었다. 이와 관련하여 관계되는 사항을 명백히 밝힘과 아울러 두 나라가 일을 함께 이루어 갈 것을 기약한다. 이에 두 나라 대신(大臣)은 각각 전권(全權)을 위임받아 체결한 조약은 다음과 같다.

제1조
이 동맹조약은 청나라 군사를 조선 국경 밖으로 철퇴시키고 조선국의 독립(獨立)과 자주(自主)를 공고히 하며 조선과 일본 두 나라가 누릴 이익을 확대하는 것을 기본으로 삼는다.
제2조
일본국이 청나라에 대한 공격과 방어 전쟁을 담당할 것을 승인했으므로, 군량을 미리 마련하는 등 여러 가지 일에 돕고 편의를 제공하기에 힘을 아끼지 말아야 한다.
제3조
이 동맹조약은 청나라와 평화 조약이 체결되는 날에 가서 폐기한다. 이를 위하여 두 나라 전권 대신(全權大臣)들은 이름을 쓰고 도장을 찍어서 증빙 문건으로 삼는다.

## 같이 보기
- 청일 전쟁
- 시모노세키 조약